# Vitreux
Vitreux ist eine französische Gemeinde im Département Jura in der Region Bourgogne-Franche-Comté. Sie gehört zum Arrondissement Dole und zum Kanton Authume. 

## Geografie
Im Norden bzw. Nordwesten bildet der Fluss Ognon die Grenze zu Bresilley, Montagney und Sornay im Département Haute-Saône. Die weiteren angrenzenden Gemeinden sind Pagney im Osten, Taxenne im Süden und Ougney im Westen.

## Bevölkerungsentwicklung
| Jahr                       | 1962 | 1968 | 1975 | 1982 | 1990 | 1999 | 2008 | 2017 |
| -------------------------- | ---- | ---- | ---- | ---- | ---- | ---- | ---- | ---- |
| Einwohner                  | 170  | 154  | 150  | 190  | 174  | 209  | 280  | 286  |
| Quellen: Cassini und INSEE |      |      |      |      |      |      |      |      |

## Sehenswürdigkeiten
- Kloster Acey, ehemalige Zisterzienser-Abtei, heute Trappistenkloster

## Weblinks

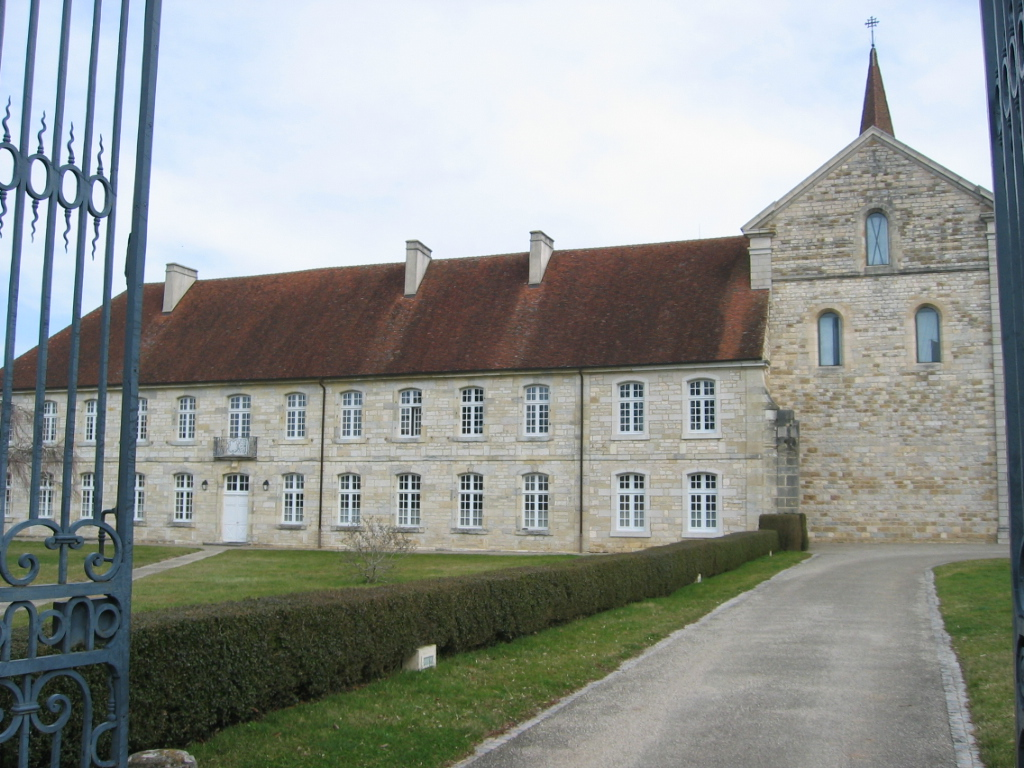
Abtei Acey